# Grove (Oxfordshire)
Grove é uma vila e paróquia civil em Oxfordshire, Inglaterra. A vila fica em Letcombe Brook, cerca de 2,4 km ao norte de Wantage e 23 km a sudoeste de Oxford. O Censo de 2021 registrou a população da paróquia tendo 8.336 habitantes. Grove é a sede da equipe de Fórmula 1 Williams Racing.